# Isodontia nigelloides
Isodontia nigelloides är en biart som först beskrevs av Embrik Strand 1915.  Isodontia nigelloides ingår i släktet Isodontia och familjen grävsteklar. Inga underarter finns listade i Catalogue of Life.